# Брленић
Брленић је насељено место у саставу општине Крашић у Загребачкој жупанији, Република Хрватска.

## Историја
До територијалне реорганизације у Хрватској налазио се у саставу бивше велике општине Јастребарско.

## Становништво
На попису становништва 2011. године, Брленић је имао 195 становника.

## Попис1991.
На попису становништва 1991. године, насељено место Брленић је имало 232 становника, следећег националног састава:
| Попис 1991.‍ | Попис 1991.‍ | Попис 1991.‍ | Попис 1991.‍ | Попис 1991.‍ |
| ----------- | ----------- | ----------- | ----------- | ----------- |
|             |             |             |             |             |
| Хрвати      | Хрвати      |             | 230         | 99,13%      |
| Срби        | Срби        |             | 2           | 0,86%       |
| укупно: 232 |             |             |             |             |